# Leopold De Boeck

Doodsprentje van Leopold De Boeck

Léopold Joseph (Leopold) De Boeck (Halle, 1 februari 1846 – 15 november 1906) was een Belgisch liberaal politicus en brouwer.

## Levensloop
De Boeck werd geboren als zoon van Felix Léopold De Boeck en Philippine Nerinckx, een achternicht van Emile Nerinckx. Hij was gehuwd met Anne Marie De Boeck.
De Boeck was tweemaal burgemeester van Halle, een eerste maal van 1891 (verkozen op 19 oktober 1890) tot 1895 en een tweede maal na het overlijden van Louis Joseph Cuvelier in 1901 tot zijn eigen dood in 1906.
Hij was voorzitter van het zangkoor Cercle Roland de Lattre en in 1905 de eerste ondervoorzitter van Halattraction, de organisator van het Halse carnaval.
De Boeck stierf in 1906 ten gevolge een longontsteking op zestigjarige leeftijd.